# Station Cugnon–Mortehan
Station Cugnon-Mortehan is een voormalige spoorweghalte aan spoorlijn 163A bij het dorp Mortehan in Cugnon, een deelgemeente van de Belgische gemeente Bertrix. De halte opende op 20 april 1919 en sloot op 01 februari 1959.
Het station ligt op een plateau. De voormalige laad-en losplaats met twee kopsporen werd gebruikt voor houtvervoer. Er was tevens een kort uithaalspoor.
Ten zuiden van het station ligt de 190 meter lange Tunnel d'Herbeumont.
1,9: Orgéo-Gribomont ·
5,5: Orgéo-Ardoisières ·
9,4: Cugnon-Mortehan ·
12,5: Herbeumont ·
18,4: Sainte-Cécile ·
24,6: Muno